# Еџмонт Парк (Мичиген)
Еџмонт Парк (енгл. Edgemont Park) насељено је место без административног статуса у америчкој савезној држави Мичиген.

## Демографија
По попису из 2010. године број становника је 2.358, што је 84 (-3,4%) становника мање него 2000. године.
| Група             | 2000.         | 2010.         |
| Белци             | 2.021 (82,8%) | 1.640 (69,6%) |
| Афроамериканци    | 184 (7,5%)    | 368 (15,6%)   |
| Азијати           | 21 (0,9%)     | 39 (1,7%)     |
| Хиспаноамериканци | 164 (6,7%)    | 219 (9,3%)    |
| Укупно            | 2.442         | 2.358         |